# Grayling (U-Boot, 1969)
Die Grayling (Kennung: SSN-646) war ein Atom-U-Boot in Diensten der United States Navy und gehörte der Sturgeon-Klasse an.

## Geschichte
Die Grayling war das fünfte Schiff, welches diesen Namen trug.

### Bau
Die Grayling wurde 1962 in Auftrag gegeben und im Mai 1964 in der Portsmouth Naval Shipyard auf Kiel gelegt. Nach einer Bauzeit von über drei Jahren lief das Boot vom Stapel. Patin war Lori Brinker, Tochter von Lieutenant Commander Robert Brink, der die Grayling von 1941 befehligte. Die Indienststellung fand 1969 statt.

### Kollision
Am 20. März 1993 kollidierte die Grayling mit einem russischen U-Boot, der K-407 des Projekts 667BDRM. Beide U-Boote wurden schwer beschädigt, konnten aber unter eigener Kraft in ihren jeweiligen Heimathafen zurückkehren.
Die Grayling wurde repariert und nahm im Juli 1996 an einer NATO-Übung im Ostatlantik und dem westlichen Mittelmeer teil. Am 1. März 1997 wurde das Schiff der Reserveflotte zugeordnet, am 18. Juli folgte schließlich die Außerdienststellung. Bis 1998 wurde die Grayling in der Puget Sound Naval Shipyard abgebrochen.